# Bloco comercial

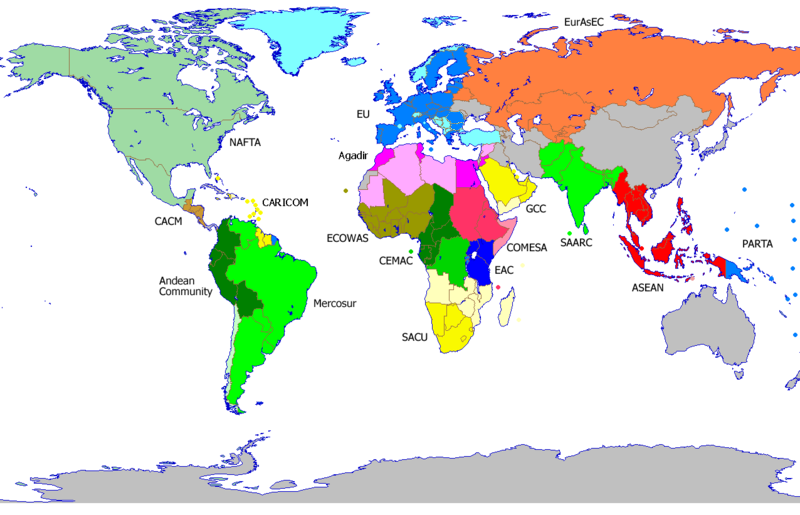
Principais blocos comerciais em 2008.

Os blocos comerciais são conjuntos de Estados que partilham um tipo de acordo intergovernamental, muitas vezes parte de uma organização intergovernamental, onde barreiras ao comércio são reduzidas ou eliminadas entre os Estados participantes.  Schott 1991, 1.
A maioria dos blocos comerciais estão definidos por uma tendência regional e podem ser classificados de acordo com seu nível de integração econômica.

## Descrição

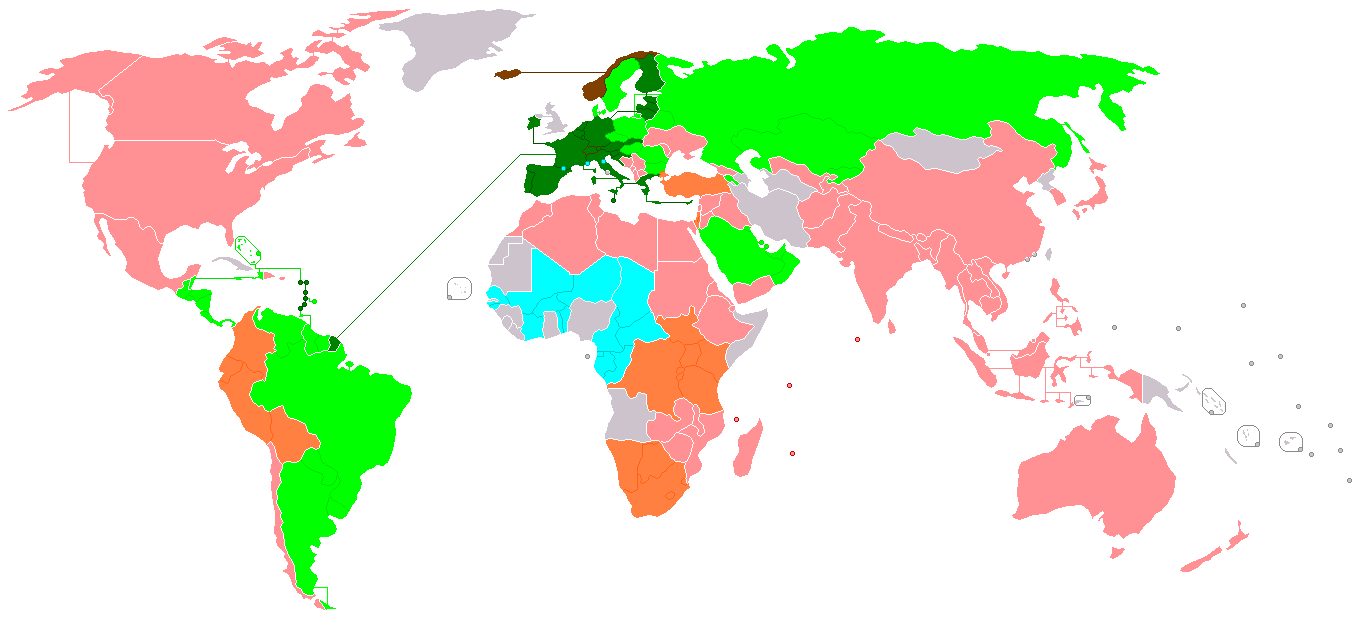
Mapa dos estágios de integração econômica pelo mundo em que cada país está pintado conforme o mais avançado acordo que assinou.
União econômica e monetária (CSME/EC$, EU/€)
União econômica (CSME, UEE, EU)
União aduaneira e monetária (CEMAC/franco CFA central, UEMOA/franco CFA ocidental)
Mercado comum (EEE, AELC, EEC)
União aduaneira (CAN, UABCR, CAO, UA-UE, MERCOSUL, UAAA)
Zona de livre comércio multilateral (ALCAANZ, ACELC, ALC-CEI, COMESA, GAFTA, CCG, NAFTA, ASACR, SICA)

Um dos primeiros blocos econômicos da Europa foi o Benelux, tendo o acordo aduaneiro que iniciou a união sido assinado em 1944. Ele é usado agora de uma forma mais geral para se referir ao agrupamento geográfico, econômico e cultural dos três países.
Em 1951, esses países juntaram-se à Alemanha Ocidental, França e Itália para formar a Comunidade Europeia do Carvão e do Aço, o antecessor da Comunidade Econômica Europeia (CEE) e de hoje a União Europeia (UE).
Surtos da formação do bloco comercial foram vistos nas décadas de 1960 e 1970, bem como na década de 1990 após o colapso da URSS. Em 1997, mais de 50% de todo o comércio mundial foi realizado sob as organizações de blocos comerciais regionais. Milner 2002, 450.
Defensores do livre comércio são em geral opostos aos blocos econômicos, que, segundo eles, incentivam regiões em oposição ao livre comércio global. O'Loughlin and Anselin 1996, 136. Os estudiosos continuam a debater se os blocos econômicos regionais estão levando a uma economia mundial mais fragmentada ou estão incentivando a extensão do mundo global existente a um sistema multilateral de negociação.Milner 2002, 458. Mansfield e Milner 2005, 330. Os blocos econômicos podem ser formados por acordos entre vários estados (como Mercosul) ou parte de uma organização regional (como a União Europeia). Dependendo do nível de integração econômica, os blocos comerciais podem ser de diferentes categorias, tais como: Mansfield e Milner 2005, 333. zona de preferência tarifária, zona de livre comércio, união aduaneira, mercado comum e união econômica e monetária.

### Vantagens[3]
- A redução ou eliminação das tarifas de importação;
- Produtos mais baratos;[4]
- Redução na taxa alfandegaria;
- Maior facilidade das pessoas moverem-se de um país para outro;
- Os produtores se beneficiam da aplicação de economias de escala, o que levará à redução de custos e maior renda;[4]

### Desvantagens[3]
- Diminuição da produção de empresas que produzem produtos mais caros em relação a de outro país do bloco;[4][5]
- Menor renda do produtor nacional;[carece de fontes?]
- Produtores ineficientes dentro do bloco podem ser protegidos contra aqueles mais eficientes fora do bloco;[4]

## Principais blocos econômicos

### MERCOSUL

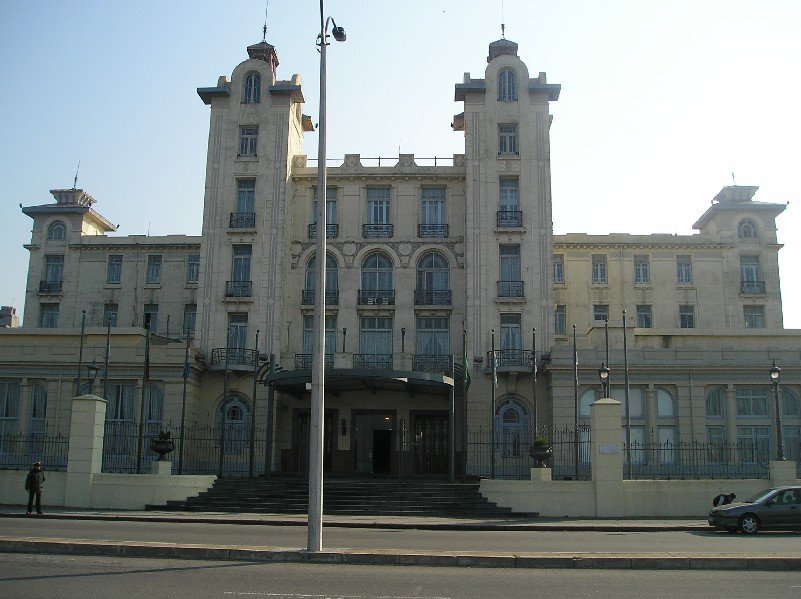
Sede do Mercosul, em Montevidéu.

Criado em 1991 com o Tratado de Assunção, bloco econômico da América do Sul. Formado pelo Brasil, Argentina, Uruguai, Venezuela e Paraguai. A zona de livre comércio entre os países foi formada em 1995. Encabeçam-se Brasil e Argentina. Desde 2006, a Venezuela depende de aprovação dos congressos nacionais para que sua entrada seja aprovada, mais especificamente do parlamento paraguaio, visto que os outros três já ratificaram-na. No dia 17 de dezembro de 2007, Israel assinou o primeiro acordo de livre comércio (ALC) com o bloco. No dia 2 de agosto de 2010, foi a vez de o Egito assinar também um ALC.
Muitos sul-americanos veem o Mercosul como uma arma contra a influência dos Estados Unidos na região, tanto na forma da Área de Livre Comércio das Américas quanto na de tratados bilaterais. Uma prova disso é a criação da Universidade Federal da Integração Latino-Americana (UNILA), que prioriza a integração regional no modelo de educação. Em 2012, o Paraguai perdeu seu lugar no bloco devido ao golpe que ameaçou sua democracia, e a Venezuela ingressou no bloco. Meses depois de sair, Paraguai retornou ao bloco e está atualmente.

### União Europeia
A união entre os países se iniciou após a Segunda Guerra Mundial. Mas a criação foi efetivada em 1992 com o Tratado de Maastricht. Alguns deles criaram uma nova moeda oficial, o euro. Porém, onze países da UE não adotaram esta como moeda oficial: Bulgária,Croácia, Dinamarca, Hungria, Letônia, Lituânia, Polônia, Romênia, República Checa e Suécia. Hoje são 28 países que fazem parte do bloco. As mais importantes instituições da UE são a Comissão Europeia, o Conselho da União Europeia, o Conselho Europeu, o Tribunal de Justiça da União Europeia e o Banco Central Europeu. O Parlamento Europeu é eleito a cada cinco anos pelos cidadãos da UE.
A UE tem desenvolvido um mercado comum através de um sistema padronizado de leis que se aplicam a todos os estados-membros. No Espaço Schengen (que inclui membros e não-membros da UE) os controles de passaporte foram abolidos. As políticas da UE têm por objetivo assegurar a livre circulação de pessoas, bens, serviços e capitais, legislar assuntos comuns na justiça e manter políticas comuns de comércio, agricultura, pesca e desenvolvimento regional. A união monetária, a Zona Euro, foi criada em 1999 e é atualmente composta por 17 Estados-membros. Através da Política Externa e de Segurança Comum, a UE desenvolveu um papel limitado nas relações externas e de defesa. Missões diplomáticas permanentes foram estabelecidas em todo o mundo e a UE é representada nas Nações Unidas, na Organização Mundial do Comércio (OMC), no G8 e no G-20.
Com uma população total de mais de 500 milhões de pessoas, o que representa 7,3% da população mundial, a UE gerou um produto interno bruto (PIB) nominal de 16,242 bilhões de dólares em 2010, o que representa cerca de 20% do PIB global, medido em termos de paridade do poder de compra.

### NAFTA
Com um tratado entre o Canadá, México e EUA em 1991 foi formado este bloco. É considerado bastante desigual, pela grande economia dos Estados Unidos e a emergente do México. Nos últimos tempos a economia do México melhorou.
Este acordo foi uma expansão do antigo "Tratado de livre comércio Canadá-EUA", de 1989. Diferentemente da União Europeia, a NAFTA não cria um conjunto de corpos governamentais supranacionais, nem cria um corpo de leis que seja superior à lei nacional. A NAFTA é um tratado sob as leis internacionais. Sob as leis dos Estados Unidos ela é classificada melhor como um acordo congressional-executivo do que um tratado, refletindo um sentido peculiar do termo "tratado" na lei constitucional dos Estados Unidos que não é seguida pela lei internacional ou pelas leis de outros estados.

### APEC
Originado em 1993, é composto por inúmeros países do continente asiático, com a participação dos EUA. Quando estiver em pleno funcionamento (previsão para 2020), será o maior bloco econômico do mundo, e tem hoje 21 membros, que são: Austrália, Brunei, Canadá, Chile, China, Hong Kong, Indonésia, Japão, Coreia do Sul, Malásia, México, Nova Zelândia, Papua-Nova Guiné, Peru, Filipinas, Rússia, Singapura, Taiwan, Tailândia, Estados Unidos e Vietnã.
A Apec não forma ainda uma área de livre-comércio, pois os países-membros impõem muitas barreiras à livre circulação. Esse é um objetivo de longo prazo, e se prevê a instalação plena até 2020. Seu PIB é de US$ 16,5 trilhões.

### ALCA
Proposto pelo governo estadunidense, foi proposta sua criação em 2005. Tem grande negação da população latino-americana e é motivo de preocupação para países desenvolvidos e subdesenvolvidos. O projeto da ALCA está parado desde novembro de 2005, quando foi realizada a última Cúpula da América. A proposta foi praticamente "engavetada" na Quarta Reunião de Cúpula da América, realizada em  novembro de 2005, em Mar del Plata.

### ASEAN
A Associação de Nações do Sudeste Asiático (ANSA ou ASEAN) é uma organização regional de Estados do sudeste asiático instituída em 8 de agosto de 1967 através da Declaração de Bancoque. A ASEAN engloba 12 nações: dez delas são países-membros e dois são observadores em processo de adesão ao grupo. Em sua formação original, a organização era composta por Indonésia, Malásia, Filipinas, Singapura e Tailândia. Desde então, Brunei, Myanmar, Camboja, Laos e Vietnã foram incorporados.

## Comparação entre blocos econômicos
1 nem todos membros participam
2 envolvendo bens, serviços, telecomunicações, transporte (liberação total de ferrovias desde 2012) e energia (liberação total desde 2007)
3 telecomunicações, transporte e energia - proposto
4 bens sensíveis a serem cobertos a partir de 2019
5 membros menos desenvolvidos a unirem-se desde 2012
6 membros menos desenvolvidos a unirem-se desde 2017
7 Adicionalmente, alguns Estados não membros também participam (União Europeia, EFTA e OTAN possuem sobreposição de membros e diversos iniciativas comuns visando a Integração Europeia
8 Adicionalmente, alguns Estados não membros também participam (ANSA Mais Três)
9 Limitado a "pessoas intituladas" e duração de um ano